# Municipio de Greensfork
El municipio de Greensfork (en inglés: Greensfork Township) es un municipio ubicado en el condado de Randolph en el estado estadounidense de Indiana. En el año 2010 tenía una población de 1082 habitantes y una densidad poblacional de 9,06 personas por km².

## Geografía
El municipio de Greensfork se encuentra ubicado en las coordenadas 40°3′29″N 84°52′00″O / 40.05806, -84.86667. Según la Oficina del Censo de los Estados Unidos, el municipio tiene una superficie total de 119.37 km², de la cual 119,25 km² corresponden a tierra firme y (0,1 %) 0,12 km² es agua.

## Demografía
Según el censo de 2010, había 1082 personas residiendo en el municipio de Greensfork. La densidad de población era de 9,06 hab./km². De los 1082 habitantes, el municipio de Greensfork estaba compuesto por el 98,06 % blancos, el 1,2 % eran afroamericanos, el 0,09 % eran amerindios, el 0,09 % eran de otras razas y el 0,55 % eran de una mezcla de razas. Del total de la población el 0,28 % eran hispanos o latinos de cualquier raza.